# Nueva Italia de Ruiz
Nueva Italia de Ruiz – miasto w Meksyku, w stanie Michoacán.